# Julien Abrahamer
Julien (Julius) Abrahamer (8 mai 1911, Cracovie, Pologne-10 mars 1944, Auschwitz) est un juif français d'origine polonaise, aide-comptable au bureau de Œuvre de secours aux enfants) (OSE) à Chambéry (Savoie). Il fait partie de la Résistance de  1942 au 8 février 1944. L'OSE à Chambéry aide les Juifs réfugiés dans le secteur occupé par les troupes italiennes. Il est déporté à Auschwitz par le Convoi No. 69, en date du 7 mars 1944.

## Biographie
Julien (Julius) Abrahamer est né le 8 mai 1911 à Cracovie, en Pologne.
Il est aide-comptable au bureau de l'Œuvre de secours aux enfants) (OSE) à Chambéry. L’organisation apporte une aide matérielle et morale aux Juifs réfugiés dans le secteur occupé par les troupes italiennes. 
Fin 1943, les Allemands envahissent la région. 
Le 8 février 1944, les Allemands arrêtent le personnel de l’OSE de Chambéry. Grâce à Julien Abrahamer, la secrétaire du service comptable peut s’échapper. Lui-même est arrêté. Il est déporté, à 32 ans, du Camp de Drancy vers Auschwitz, par le Convoi No. 69, en date du 7 mars 1944, où il est assassiné.
Sa dernière adresse est au 6, rue Basse du Château à Chambéry.